# Carlos Espínola
Carlos Espínola, född den 5 oktober 1971 i Corrientes, Argentina, är en argentinsk seglare.
Han tog OS-brons i tornado i samband med de olympiska seglingstävlingarna 2008 i Qingdao i Kina.